# 二八式槍榴彈筒
| 二八式槍榴彈筒性能諸元 | 二八式槍榴彈筒性能諸元 |
| ---------------------- | ---------------------- |
| 口徑                   | 26毫米                 |
| 全長                   | 250毫米                |
| 全重                   | 0.75公斤               |
| 最大射程               | 250公尺                |

國造二八式槍榴彈筒為民國28年（1939年）由兵工署（現已改編為國防部軍備局），航空兵器技術研究處成功研發的一款槍榴彈發射器，屬於步兵於近距離作戰時用的曲射武器，能夠輕易攻擊位於掩蔽物後的敵軍。

## 使用方法
使用二八式槍榴彈筒射擊時射手必須先將槍榴彈筒裝於步槍槍管前端，後將柄式手榴彈握把插入槍榴彈筒內，雙腳呈蹲跪姿，雙手穩固槍身，使步槍與地面概取35度之俯仰射角，射手可依地形自行調整，再來以7.92毫米特製步槍子彈發射，射程之遠近則由槍榴彈之握把露出筒外的分劃而控制，一般裝設於中正式步槍，所使用的槍榴彈分為高爆彈與黃磷煙霧彈兩種。

## 後續發展
1949年中華民國政府遷台後，國防部軍備局生產製造中心第六十一兵工廠持續於民國38年至42年（1949年至1953年）間製造二八式槍榴彈筒所使用之槍榴彈達92萬顆，但後續因槍榴彈握把籌措不易與作戰需求等因素，全數停止生產。

## 典藏地點
現於國防大學藏有一門二八式槍榴彈筒，序號為31-9，於學校開放日可進行參觀。美國國家檔案館儲存之中美合作時期檔案也留有一張展示民國33年（1944年）9月23日美軍教官為中華民國陸軍步兵介紹桌上各式武器類別與性能之照片，其中就有加上二八式槍榴彈筒的中正式步槍。